# Stichopogon malkovskii
Stichopogon malkovskii är en tvåvingeart som först beskrevs av Pavel Lehr 1964.  Stichopogon malkovskii ingår i släktet Stichopogon och familjen rovflugor. Inga underarter finns listade i Catalogue of Life.